# Medåkers landskommun
Medåkers landskommun var en tidigare kommun i Västmanlands län.

## Administrativ historik
Kommunen bildades i Medåkers socken i Åkerbo härad i Västmanland när 1862 års kommunalförordningar trädde i kraft.
Vid kommunreformen 1952 bildade den storkommun då förutvarande Himmeta landskommun, Västra Skedvi landskommun och Arboga landskommun lades samman med Medåker. 1954 överflyttades ett område omfattande 3,02 kvadratkilometer (varav 2,95 land) från Arboga socken i kommunen till Arboga stad. 1958 överflyttades Alvestaboda rote, omfattande 26,86 kvadratkilometer (varav 25,87 land), till Heds socken i Skinnskattebergs landskommun. Vid kommunreformen 1971 splittrades landskommunen, varvid Medåkers församling och Arboga landsförsamling uppgick i Arboga kommun medan Himmeta och Västra Skedvi församlingar uppgick i Köpings kommun.
Kommunkoden 1952–1970 var 1902.

### Kyrklig tillhörighet
I kyrkligt hänseende tillhörde kommunen Medåkers församling. Den 1 januari 1952 tillkom församlingarna Arboga landsförsamling, Himmeta och Västra Skedvi.

## Geografi
Medåkers landskommun omfattade den 1 januari 1952 en areal av 350,43 km², varav 328,09 km² land.

### Tätorter i kommunen 1960
I Medåkers landskommun fanns den 1 november 1960 ingen tätort. Tätortsgraden i kommunen var då alltså 0,0 procent.

## Politik

### Mandatfördelning i valen 1946-1966
| 7 | 3 | 10 |

| 19 |

| 15 | 15 | 5 |

| 33 |

| 13 | 15 | 6 |  |

| 33 |

| 12 | 17 | 3 | 3 |

| 33 |

| 12 | 17 | 4 | 2 |

| 32 |

| 11 | 18 | 3 | 3 |

| 30 | 5 |